# Käthy Wüthrich
Käthy Wüthrich est une marionnettiste suisse, née en 1931 et morte en 2007.

## Biographie

### Thérapie et marionnettes
Elle a développé une thérapie par les marionnettes : constatant que ses jeux de scène favorisaient son développement personnel, elle développa, avec le psychothérapeute Klaus Harter, un modèle théorique qui se base sur les réflexions et les théorèmes du psychologue C.G. Jung.
Elle a fondé l'Institut pour la thérapie par les marionnettes à Buochs en 1993.

### Auteure
Elle a cosigné plusieurs ouvrages décrivant ce modèle, parmi lesquels Das therapeutische Puppenspiel: Ein Spiegel der kindlichen Seele   (ISBN 978-3466307678) et Botschaften der Kinderseele  (ISBN 978-3466303076).